# アンドレア・ピサーノ

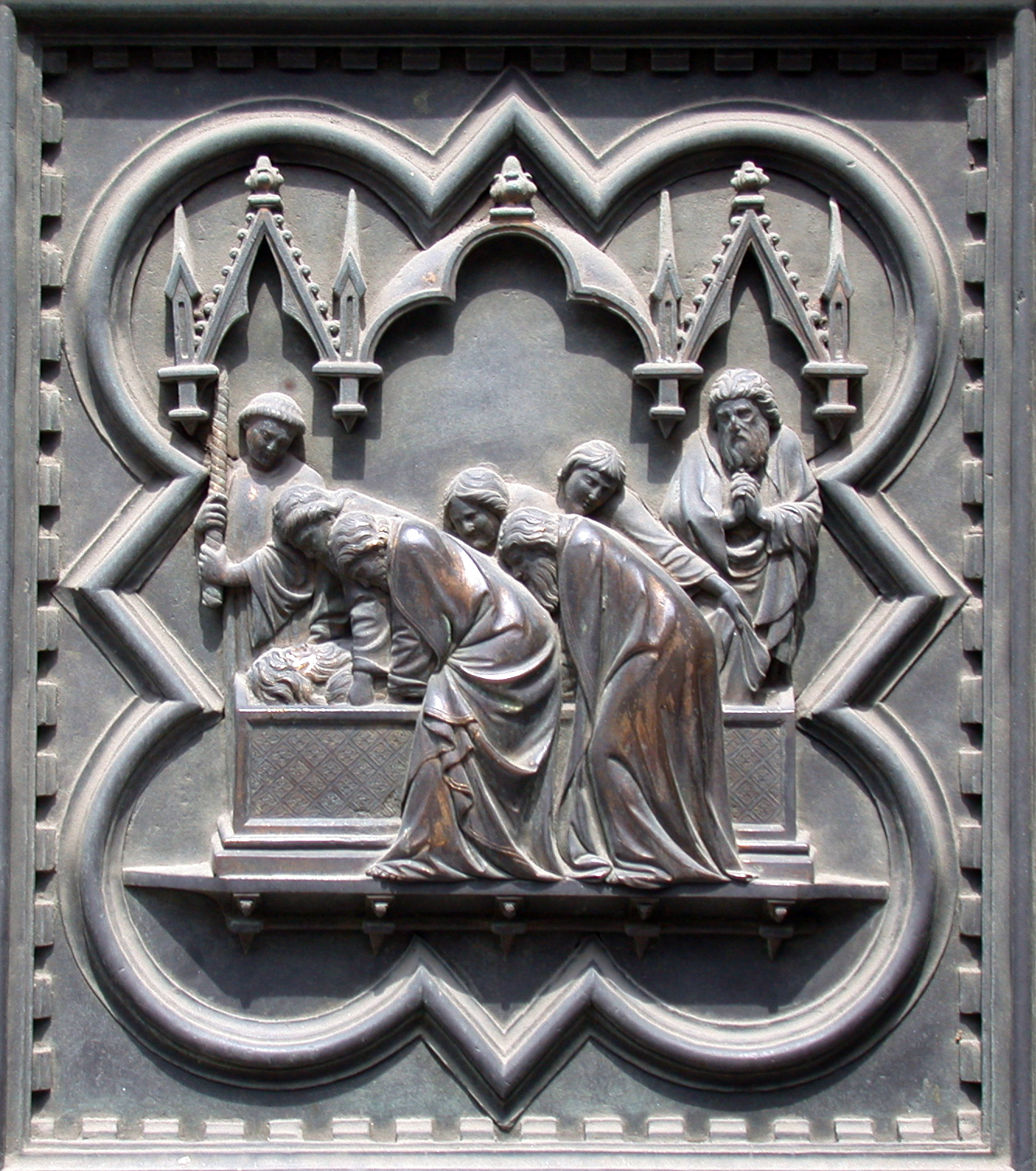
ピサーノ『洗礼者の埋葬』（1330年 - 1336年）金メッキしたブロンズ、45 x 50 cm（サン・ジョヴァンニ洗礼堂）

アンドレア・ピサーノまたはアンドレア・デ・ポンテデラ（Andrea PisanoまたはAndrea da Pontedera、1290年頃 - 1348年/1349年）は、イタリアの彫刻家、建築家。
ピサーノは最初金細工師として修行を積んだ。それから、1300年頃、ミノ・ダ・フィエーゾレの弟子になり、一緒に、ピサのサンタ・マリア・デッラ・スピーナ教会ほかで、彫刻の仕事を手掛けた。ピサーノの主な活動場所はフィレンツェだった。サン・ジョヴァンニ洗礼堂のブロンズの3つの扉の、南側の最初の扉はピサーノの作品である。1330年に着工し、1336年に完成した。扉は、たくさんの小さな四つ葉飾りを散りばめた板ででき、下8つには力天使たち、それ以外は、洗礼者ヨハネの生涯の場面が描かれた。
ピサーノの円熟したスタイルの形成に大きな影響を与えたのは、師フィエゾーレよりも、ジョットだった。フィレンツェに住んでいる間、ピサーノは多くの大理石彫刻を作ったが、すべてにジョットの強い影響が見られる。1340年、そのジョットの後任として、ピサーノはサンタ・マリア・デル・フィオーレ大聖堂の指揮にあたった。そこでピサーノは一連のレリーフを作ったが、おそらくデザインはジョットが手掛けたものと思われる。その1つ、ジョットの鐘楼のためにピサーノが作った二重の美しいパネル・レリーフには、『4人の大予言者』、『七つの美徳』、『七つの秘跡』、『七つの慈悲の行い』、そして『七つの惑星』が描かれている。ドゥオーモにも、ピサーノをメインとしたフィレンツェ人作家の大理石作品が含まれている。1347年、ピサーノは、既にロレンツォ・マイターニがデザインし、工事を進めていた、オルヴィエト大聖堂の仕事の指揮にあたった。そこの扉と前述のサン・ジョヴァンニ洗礼堂が、間違いなくピサーノの作品だとわかっている。ピサーノは、ビザンティン美術の影響から近代美術への解放に貢献した。ピサーノの正確な没年はわかっていないが、1349年以前だったことは間違いない。
ピサーノには、ニーノ、トマーゾという2人の子供がいた。ニーノ・ピサーノはかなりの腕を持った彫刻家で、オルヴィエト大聖堂の指揮を父親から引き継いだ。また、弟子の中には、オルカーニャがいた。分派のGiovanni di Balduccio（en:Giovanni di Balduccio）も才能がある彫刻家で、ミラノのサンテウストルジョ聖堂を手掛けた。
ジョルジョ・ヴァザーリは、その著書『画家・彫刻家・建築家列伝』の中に、ピサーノの伝記を含めている。